# 春日部市立小渕小学校
春日部市立小渕小学校（かすかべしりつ こぶちしょうがっこう）は、埼玉県春日部市小渕にある公立小学校。
児童数は2019年（平成31年）1月8日現在、331名。

## 概要
春日部市大字不動院野の一部（旧倉松落し以西）と大字小渕（国道16号以北）を学区に春日部市立幸松小学校より分離し、春日部市内で20番目の小学校として1980年（昭和55年）4月1日、春日部市立小渕小学校として開校した。

## 所在地
- 埼玉県春日部市小渕905番地1

## 沿革
- 昭和55年 春日部市大字不動院野の一部（旧倉松落し以西）大字小渕（ 国道16号以北）を学区に、幸松小学校より分離し、春日部市立小渕小学校として開校する。
- 昭和56年 体育館竣工、校歌発表会開催（作詞：森又三 作曲：日向雅男）、プ－ル竣工
- 昭和57年 築山完成（地域住民の寄贈と労働奉仕）、埼玉県等教育4団体委嘱による統計教育研究発表会開催
- 昭和58年 埼玉県産業教育振興会環境緑化コンク－ル良好賞受賞
- 昭和60年 埼玉県郷土緑化推進委員会から「緑の羽根」募金協力優秀校として表彰 市内陸上競技大会（東ブロック）総合優勝
- 昭和63年 春日部市教育委員会委嘱「特別活動」研究発表会開催
- 平成元年 埼玉県教育委員会等から学校安全努力校として表彰 開校10周年記念式典
- 平成2年 春日部市社会福祉協力校指定（3年間）市内陸上競技大会（東ブロック）総合6連覇達成
- 平成4年 埼玉県産業教育振興会環境緑化コンク－ル優良賞受賞
- 平成5年 埼玉県社会福祉協力校指定（3年間）市内陸上競技大会（東ブロック）総合優勝
- 平成6年 春日部市教育委員会委嘱「国際理解教育」研究指定
- 平成7年 埼玉県産業教育振興会環境緑化コンク－ル優良賞受賞
- 平成8年 春日部市教育委員会委嘱「環境教育」研究指定
- 平成9年 ランチルーム完成
- 平成10年 コンピュータルーム開設
- 平成11年 開校20周年記念式典 『はだしの像』建立
- 平成17年 埼玉県学校環境緑化コンクール「優秀校」となる
- 平成20年 埼玉県科学教育振興展覧会
- 平成21年 学校30周年記念式典を挙行
- 平成25年 春日部市教育委員会委嘱「算数科」（2年間）
- 平成26年 市内陸上大会（中ブロック）準優勝
- 平成27年 春日部市教育委員会委嘱「算数科」（2年間）
- 平成28年 普通教室等エアコン整備工事完了中ブロック陸上競技大会優勝（13年ぶり）
- 平成29年 春日部市教育委員会研究委嘱「国語科」研究委嘱（3年間）
- 平成30年 体育館トイレ改修工事市内陸上大会（中ブロック）男女総合優勝 <5月31日>
- 令和元年 春日部市教育委員会研究委嘱「国語科」研究発表会

出典：